# Ainsi va toute chair
Ainsi va toute chair (The Way of All Flesh) est un roman semi-autobiographie de l'écrivain britannique Samuel Butler publié en 1903. Il attaque l'hypocrisie victorienne. Écrit entre 1873 et 1884, il retrace quatre générations de la famille Pontifex. Butler n'a pas osé le publier de son vivant, mais lorsqu'il a été publié à titre posthume en 1903 sous le titre The Way of All Flesh, il a été accepté comme faisant partie de la réaction générale contre la moralité victorienne.

## Résumé
L'histoire est racontée par Overton, parrain du personnage central.
Le roman commence à la fin du XVIIIe siècle et au début du XIXe siècle et retrace l'émergence d'Ernest parmi les générations précédentes de la famille Pontifex. John Pontifex était charpentier ; son fils George s'est élevé dans le monde pour devenir éditeur ; le fils de George, Theobald, pressé par son père de devenir pasteur, est manipulé pour épouser Christina, la fille d'un ecclésiastique ; le personnage principal, Ernest Pontifex, est le fils aîné de Theobald et de Christina.
L'auteur dépeint une relation antagoniste entre Ernest et ses parents hypocrites et dominateurs. Sa tante Alethea est consciente de cette relation, mais meurt avant d'avoir pu atteindre son objectif, qui était de contrecarrer l'influence néfaste des parents sur le garçon. Cependant, peu avant sa mort, elle confie secrètement une petite fortune à Overton, avec l'accord qu'Ernest pourra la recevoir dès qu'il aura atteint l'âge de vingt-huit ans.
Au fur et à mesure qu'Ernest devient un jeune homme, il parcourt un chemin théologique cahoteux, reflétant les divisions et les controverses au sein de l'Église d'Angleterre à l'époque victorienne. Facilement influencé par les autres à l'université, il commence par être un chrétien évangélique et devient bientôt un ecclésiastique. Il succombe ensuite aux attraits de la Haute Église (et se fait duper par un confrère qui lui soutire une grande partie de son argent). Il décide que le moyen de régénérer l'Église d'Angleterre est de vivre parmi les pauvres, mais les résultats sont, premièrement, que sa foi dans l'intégrité de la Bible est gravement endommagée par une conversation avec l'un des pauvres qu'il espérait convertir, et, deuxièmement, que sous la pression de la pauvreté et du doute théologique, il tente une agression sexuelle sur une femme qu'il croyait, à tort, de mœurs légères.
Cette agression lui vaut une peine de prison. Ses parents le renient. Sa santé se détériore.
Pendant sa convalescence, il apprend à coudre et décide de faire de la couture son métier à sa sortie de prison. Il rejette le christianisme qu'il considère comme une superstition. Il épouse Ellen, une ancienne femme de ménage de ses parents ; ils ont deux enfants et s'installent ensemble dans le secteur de la friperie. Cependant, en temps voulu, il découvre qu'Ellen est à la fois bigame et alcoolique. Overton intervient alors et verse une allocation à Ellen, qui part heureusement avec un autre pour l'Amérique. Il donne un emploi à Ernest et l'emmène en voyage en Europe continentale.
À l'âge de 28 ans, Ernest reçoit le cadeau de sa tante Alethea. Il retourne dans la maison familiale jusqu'à la mort de sa mère ; l'influence de son père sur lui diminue alors que la position de Theobald en tant qu'ecclésiastique perd de son importance relative, bien que Theobald trouve délibérément de petits moyens de l'ennuyer. Ernest devient l'auteur d'une littérature controversée.

## Honneurs
- Il figure à la 12e place dans la liste des cent meilleurs romans de langue anglaise du XXe siècle établie par la Modern Library en 1998[1].